# دريا سر (مقاطعة فريدونكنار)
دريا سر (بالإنجليزية: Shahrak-e Darya Sar)‏ هي منطقة سكنية تقع في مازندران في إيران. يقدر عدد سكانها بـ 61 نسمة .